# Harald III. Dánský
Harald III. Dánský (Harald Hen; asi 1041 – 17. dubna 1080) byl králem Dánska v letech 1076 až 1080. Byl prvním ze synů Svena II., který usedl na dánský trůn, následovali ho čtyři jeho nevlastní bratři. Harald byl mírumilovný panovník, který zavedl mnoho reforem. Jeho manželkou byl Markéta Hasbjörnsdatter, zřejmě jeho sestřenice, se kterou však neměl potomky. Jeho nástupcem se stal jeho bratr Knut IV.

## Život
Harald se narodil okolo roku 1040 jako syn krále Svena II. a neznámé konkubíny. Zúčastnil se Svenova nájezdu do Anglie v roce 1069 společně se svým strýcem Asbjørnem a bratrem Knutem. Po smrti svého otce v roce 1074 byl zvolen králem. Odříkal přísahy zvané Haraldovy zákony, v nichž vyjadřoval, že bude hájit existující vládu práva. Během své vlády se Harald potýkal s opozicí ze strany mnoha svých bratrů, zřejmě i Knuta (IV.), který si získal podporu Olafa III. Papež Řehoř VII. zasáhl a doporučil Olafovi, aby se nepřidával ani na jednu stranu, a Haraldovi, aby se o moc podělil s bratry.
Harald za svůj královský titul vděčil mocným dánským šlechticům a dělal jen málo, aby se jim postavil. Nebojoval tedy v žádných velkých válkách a věnoval energii zlepšování toho, co zlepšit mohl. Asi nejznámější je tím, že vylepšil a standardizoval ražbu mincí v Dánsku a založil mincovny v Ribe, Viborgu, Lundu a Schleswigu. Institucionalizoval veřejné využívání královských lesů.
Harald také měnil dánské právní obyčeje. Odsoudil starý zvyk zkoušky bojem a boží soud jernbyrd – držení rozpáleného železa. Místo toho zavedl anglický obyčej, kdy se čestní muži přimlouvali za jednotlivé strany v procesu. Zřejmě pokračoval v politice Svena II. a zkoušel – neúspěšně – zřídit dánské arcibiskupství. Zemřel 17. dubna 1080 a králem se po něm stal jeho bratr Knut.